# Индийцы в Зимбабве
Индийцы в Зимбабве — граждане Зимбабве индийского происхождения. Являются национальным меньшинством.

## История
Индийцы появились на территории Зимбабве в первом тысячелетии нашей эры. Это были купцы, выходцы в основном из Гуджарата, Декана (ныне Махараштры) и империи Тамил Чола. Археологические данные о небольших индуистских поселениях были найдены в Зимбабве и в некоторых частях побережья Суахили, Занзибаре и Мадагаскаре. Установлению широкой торговли между Восточной Африкой и Индией способствовали природные факторы. Попутные устойчивые ветра дующие часть года в направлении Африки в другу часть года в сторону Индии, давали возможность торговым кораблям преодолевать Индийский океан.
Некоторые ученые обратили внимание на сходство методов добычи золота, проводившихся на юге Зимбабве в средневековье, с индийским.
На территории Зимбабве была найдена медная чаша индийского происхождения, датируемая XIV или XV веком.
Массовая иммиграция индийцев на территорию современного Зимбабве началась в колониальный период. В 90-х годах XIX века Британская южноафриканская компания открыла колонию для заселения иммигрантами из Европы, Капской колонии, Индии и других регионов. Индийские мигранты прибывшие на заработки в Южную Африку и Мозамбик и не нашедшие работу там, иногда перебирались в Южную Родезию. Дальнейшая иммиграция индийцев в колонию была ограничена в 1924 году. Исключение было сделано только для учителей и священников. Ограничения оставались в силе до обретения Зимбабве независимости в 1980 году.
Индейцы в Южной Родезии никогда не составляли более 1 % от населения колонии. В 1911 году их насчитывалось 2 912 человек при общей численности населения 771 077 человек. К 1969 году индийцев было 8 965 человек по сравнению при общей численности населения в 4 846 930 человек.
Первые мигранты работали торговцами, работниками сельского хозяйства и прачками в сельской местности. 1930 году для прекращения несанкционированной торговли были приняты законы чётко определяющие места для торговых точек индийцев. Были открыты универсальные магазины в Солсбери, Булавайо, Умтали и других городах. Это привело к тому, что индийцы в Южной Родезии стали преимущественно городским населением.
Благодаря этому в колониальную эпоху, после европейцев индийцы были наиболее экономически успешной этнической группой в Зимбабве.
Хотя большинство из индийцев не участвовали в активной политике, некоторые незаметно направляли денежные средства в поддержку антиколониальных движений.
После обретения независимости индийцы в Зимбабве начали подвергаться преследованиям. Ксенофобские тенденции спровоцировали насилие в отношении людей, которых считали чужаками. Из-за этого многие индийцы эмигрировали из Зимбабве в Индию, Пакистан, Великобританию, США и Канаду.
Также многие индийские зимбабвийцы эмигрировали в Южную Африку, Ботсвану и Замбию, а также в Австралию и Великобританию после экономического кризиса в Зимбабве, который начался в 1999 году.

## Современное положение
По состоянию на 2016 год в Зимбабве насчитывается около 9000 человек индийского происхождения. Некоторые из них являются бизнесменами, они контролируют значительную часть экономики Зимбабве.
Также в Зимбабве проживает около 500 граждан Индии. Большинство из них — специалисты, работающие в области компьютерного программного обеспечения, бухгалтерского учета и банковского дела.

## Религия
Индуизм появился на территории нынешнего Зимбабве вместе с наемными рабочими, привезенными в Южную Родезию в конце XIX века.
Большинство индейцев в Родезии были гуджаратцами. Согласно переписи 1921 года, в стране проживало 612 индуистов и 231 мусульманин, один парс и 113 идентифицировали себя как «другие». По состоянию на 1995 год в Зимбабве проживало около 16 200 индуистов. По состоянию на 2016 год их количество сократилось до 3000 человек или 500 семей. В основном они проживают в столице Хараре.

## Известные личности
Среди видных зимбабвийцев индийского происхождения в политике наиболее известным является сенатор Кантибхай Патель, который был членом Политбюро и Центрального комитета Африканского национального союза Зимбабве — Патриотического фронта. Патель умер в 2011 году и был объявлен национальным героем в 2012 году. Зимбабвийцы индийского происхождения Бхарат Патель и Ахмед Эбрахим были судьями Верховного суда Зимбабве.